# Sympiesis aperta
Sympiesis aperta är en stekelart som beskrevs av Storozheva 1981. Sympiesis aperta ingår i släktet Sympiesis och familjen finglanssteklar.
Artens utbredningsområde är Mongoliet. Inga underarter finns listade i Catalogue of Life.